# نوابی
نوابی یک نام خانوادگی است. افراد شاخص با این نام از این قرارند:
- آرمین نوابی، نویسنده و مجری پادکست ایرانی کانادایی
- فرشید نوابی، یک بازیگر ایرانی
- مسعود نوابی (کارگردان)، کارگردان ایرانی
- مسعود نوابی (نویسنده)، شاعر، نویسنده و شخصیت فرهنگی افغانستان

سایر موارد
- باغ نوابی، باغ‌ تاریخی شیراز